# Joelinton Lima Santos
Joelinton Lima Santos, genannt Mansur, (* 17. April 1993 in Laranjeiras) ist ein brasilianischer Fußballspieler. Der mit dem linken Fuß spielende Mansur wird auf der linken Angriffsseite eingesetzt.

## Karriere
Mansur startete seine Laufbahn in der Jugendmannschaft des EC Bahia. Von hier wechselte er 2012 zum Lokalrivalen EC Vitória, mit welchem er sein erstes Spiel als Profi bestritt. In der Staatsmeisterschaft von Bahia spielte er am 15. Februar 2012 gegen den Camaçari FC von Beginn an. Das erste Tor als Profi erzielte der Spieler in der Série B am 11. Juli 2012 gegen den Paraná Clube. Mansurs Debüt auf internationaler Klubebene erfolgte in der Copa Sudamericana 2014, am 1. August gegen Sport Recife. Im August 2015 wurde der Spieler an Atlético Mineiro ausgeliehen.
Bei Atlético absolvierte er sein erstes Pflichtspiel in der Série A Spiel. Im Spiel gegen Athletico Paranaense am 3. September 2015 wurde er nach der Halbzeitpause für Thiago Ribeiro eingewechselt. In der 84. Minute ging Mansur wieder für Carlos César vom Platz. Es sollte sein einziger Einsatz in der Saison bleiben. Im Januar 2016 wurde Mansur von Atlético Mineiro fest bis 2020 übernommen.
Anfang Juli 2016 wurde Mansur von Atlético Mineiro an den Ligakonkurrenten Sport Recife ausgeliehen. Die Leihe wurde befristet bis Mai 2017. In der Série A 2016 kam er zu einem Einsatz. Auch in den Folgejahren spielte Mansur in der Kaderplanung von Mineiro keine Rolle und wurde an andere Klubs ausgeliehen.
Im August 2020 wechselte Mansur das erste Mal ins Ausland. Er ging nach Portugal. Hier unterzeichnete er beim CD Santa Clara. Der Kontrakt erhielt eine Laufzeit über zwei Jahre. Sein erstes Pflichtspiel für Santa Clara bestritt Mansur in der Primeira Liga. Am 20. September 2020, dem ersten Spieltag der Saison 2020/21, stand er im Heimspiel gegen Marítimo Funchal in der Startelf. Bei dem Klub blieb Mansur bis Saisonende 2021/22.
Mansur blieb in Portugal und spielte ab Januar 2023 für CF Estrela Amadora (2020), einen 2020 gegründeten Klub, welcher in die Nachfolge des 2011 legquidierten CF Estrela Amadora trat. Mit dem Klub trat er in der Liga Portugal 2 2022/23 in 15 Spielen an und belegte den dritten Platz. Dieser berechtigte zur Relegation zur Primeira Liga 2023/24. Die Spiele gegen Marítimo Funchal gingen 2:1 und 1:2 aus. Das entscheidende Elfmeterschießen konnte sein Klub für sich entscheiden. Mansur trat hier auch an und seinen Elfmeter verwandeln. Im August verlängerte der Klub den Vertrag mit dem Spieler um zwei Jahre. Nach Beendigung der Primeira Liga 2023/24 verließ Mansur Klub und Land.
Der Spieler wechselte nach Griechenland zu Atromitos Athen. Sein erstes Spiel für die Griechen bestritt Mansur am 18. August 2024 in der Super League 2024/25. Am ersten Spieltag der Meisterschaft stand er im Heimspiel gegen Aris Thessaloniki in der Startelf und spielte bis zum Ende durch. Am vierten Spieltag, am 14. September, gelang ihm sein erstes Tor für die Athener. Nach Vorlage von Carlitos erzielte Mansur im Spiel beim Asteras Tripolis in der 6. Minute die 1:0-Führung (Endstand-2:1).

## Erfolge
Vitória
- Staatsmeisterschaft von Bahia: 2013

Sport Recife
- Staatsmeisterschaft von Pernambuco: 2017